# Laufenburg AG
| AG ist das Kürzel für den Kanton Aargau in der Schweiz. Es wird verwendet, um Verwechslungen mit anderen Einträgen des Namens Laufenburg zu vermeiden. |

Laufenburg (schweizerdeutsch: ˈlɑufəˌbʊrɡ) ist eine Landstadt und Einwohnergemeinde im Schweizer Kanton Aargau. Der Hauptort des Bezirks Laufenburg liegt am Hochrhein an der Grenze zu Deutschland, im Nordosten der Region Fricktal. Laufenburg (Baden) ist die am gegenüberliegenden Ufer des Rheins gelegene Zwillingsstadt. Am 1. Januar 2010 wurde das benachbarte Sulz eingemeindet.

## Geographie
Zentrum der Gemeinde ist die an einer Biegung des Rheins gelegene Altstadt, die sich an den südlich gelegenen Schlossberg schmiegt. Diese 360 Meter hohe, fast kreisrunde Gneiskuppe grenzt die Halbinsel, auf der die Altstadt steht, von der anliegenden Talebene ab. Bis zu Beginn des 20. Jahrhunderts zwängte sich der Fluss an der engsten Stelle zwischen Tafeljura und Schwarzwald durch eine schmale Schlucht. Beim Bau des Kraftwerks Laufenburg sprengte man einen Teil des Felsens weg und staute den Fluss um zehn Meter hoch, wodurch die «Laufen» genannte Stromschnelle verschwand. Auf der Ebene hinter dem Schlosshügel, die sich in Richtung Südwesten bis auf eine Breite von einem Kilometer ausweitet, befinden sich die Neubauviertel Laufenburgs.
Getrennt durch die Ebni (504 m ü. M.), einem Ausläufer des Tafeljuras, verläuft rund zwei Kilometer östlich der Altstadt in Süd-Nord-Richtung das Sulztal, das dem Einzugsgebiet des Sulzerbachs entspricht. Die dort gelegenen Dörfer Obersulz, Mittelsulz, Bütz, Roos, Leidikon und Rheinsulz bildeten früher die Gemeinde Sulz. Das durchwegs enge Tal wird im Westen durch den Schinberg (692 m ü. M.) begrenzt, im Osten durch den Gugeli (605 m ü. M.) und Cheisacher (685 m ü. M.) sowie im Süden durch die March (625 m ü. M.).
Die Fläche des Gemeindegebiets beträgt 1447 Hektaren, davon sind 678 Hektaren bewaldet und 191 Hektaren überbaut. Die höchste Stelle liegt auf dem Gipfel des Schinbergs, der tiefste Punkt auf 300 m ü. M. am Rhein. Das Gemeindegebiet von Laufenburg ist Teil des Juraparks Aargau, einem «Regionalen Naturpark von nationaler Bedeutung». Nachbargemeinden sind Mettauertal im Nordosten, Gansingen im Osten, Mönthal im Südosten, Böztal im Süden, Kaisten im Westen sowie im Norden auf der deutschen Seite des Rheins Laufenburg (Baden).

## Geschichte

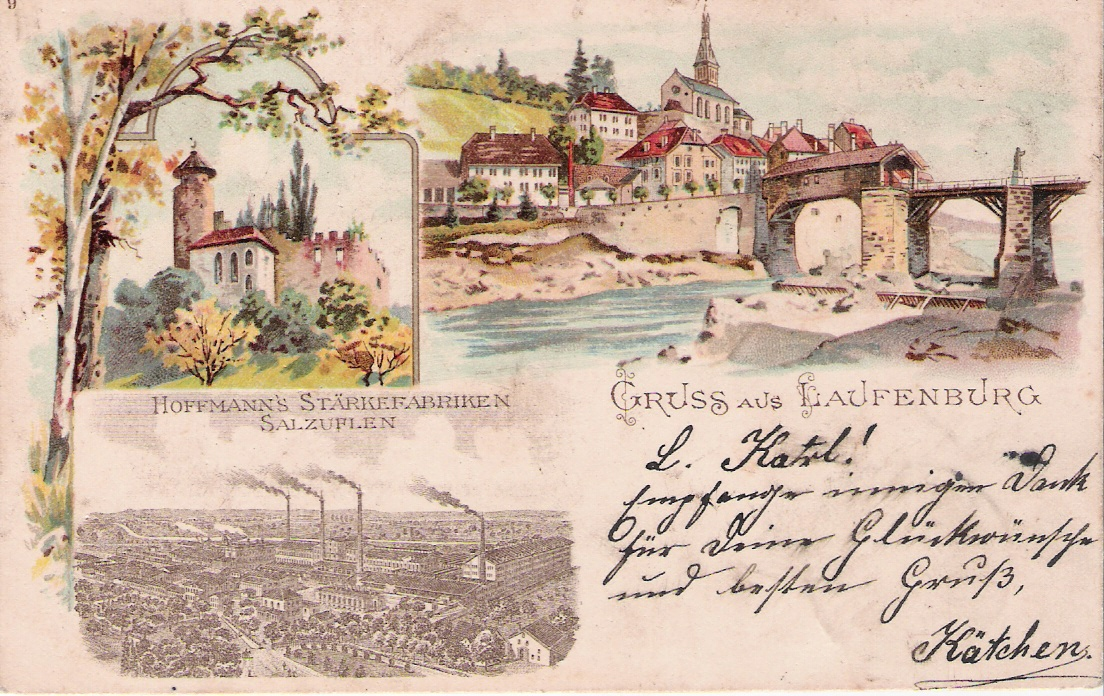
Ansichtskarte um 1900

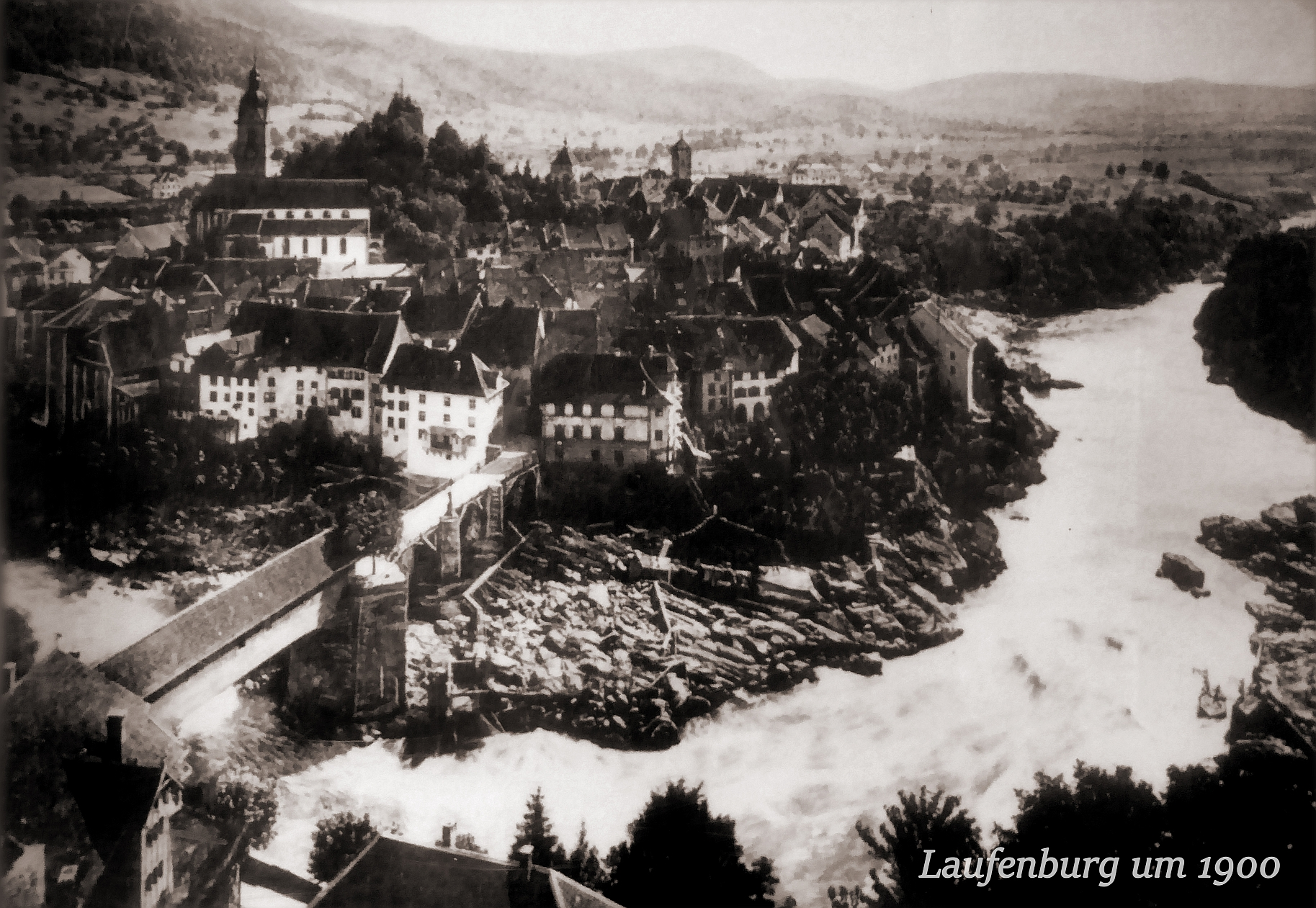
Laufenburg um 1900

Seit der Karolingerzeit besass das adlige Damenstift Säckingen weite Ländereien entlang des Rheins. Die Zehnten für das Kloster wurden in der Gegend um Laufenburg abgeliefert. Daraus entstand mit der Zeit ein bedeutender Marktplatz. Das Kloster beauftragte die Grafen von Lenzburg mit dem Schutz seiner Ländereien. Nach deren Aussterben im Jahr 1173 übernahmen die Habsburger diese Aufgabe. Die erste urkundliche Erwähnung von Loufenberc erfolgte im Jahr 1207; der Ortsname bedeutet «Berg beim Wasserfall, beim Wasserstrudel, bei den Stromschnellen».

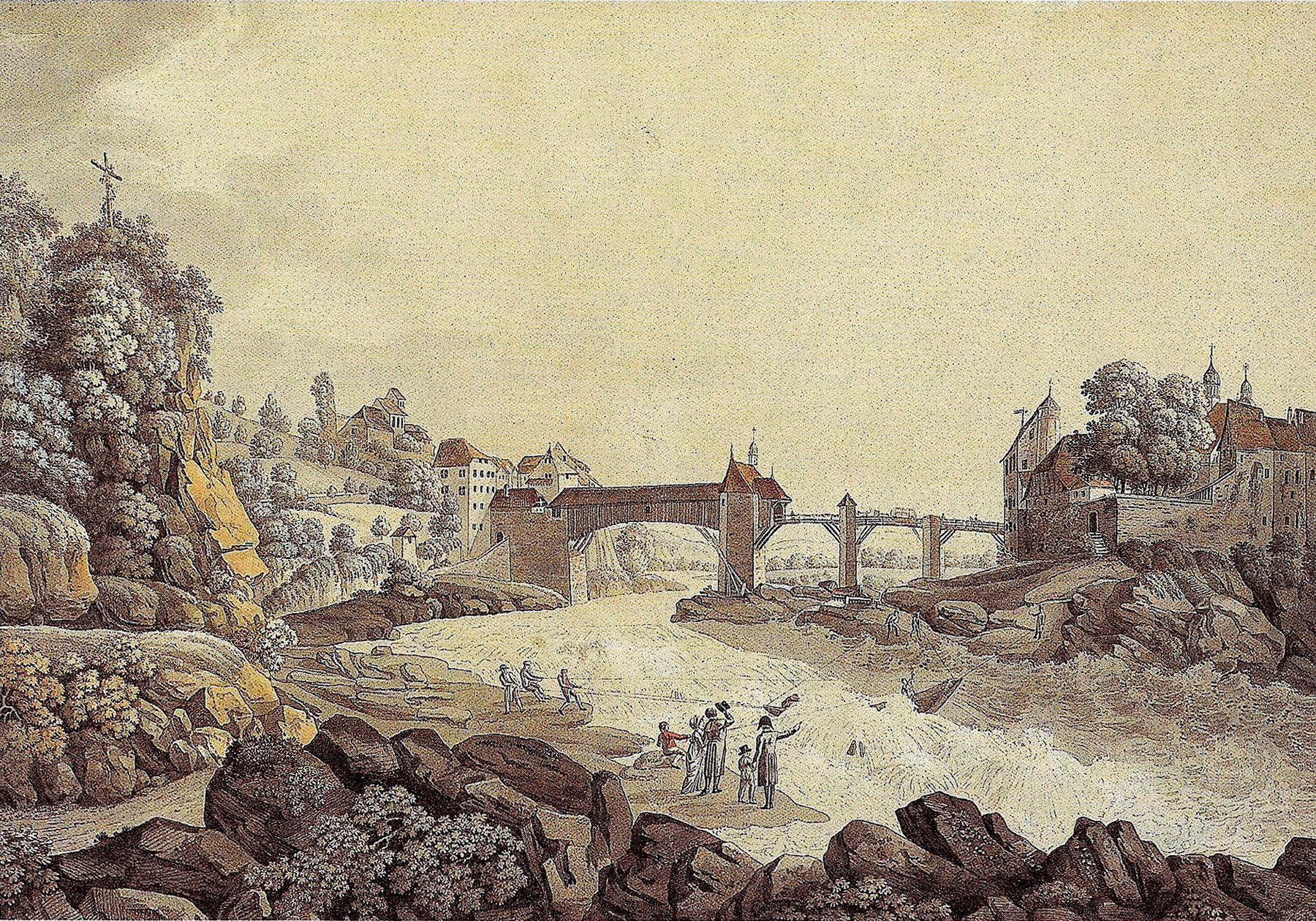
Ansicht von Westen her (1785)

Graf Rudolf II. von Habsburg liess die Siedlung zu einer befestigten Stadt ausbauen. Auf der Südseite des Flusses bot eine hohe Felskuppe genügend Platz für den Bau einer Burg. Der Rhein war hier lediglich zwölf Meter breit und überwand eine Höhendifferenz von zehn Metern. Eine Brücke verband die beiden Stadthälften miteinander. Die als «Laufen» bezeichnete Stromschnelle bildete jahrhundertelang ein schwierig zu passierendes Hindernis für die Flussschifffahrt und die Flösserei. Ein besonderer Berufsstand, die Laufenknechte, war für die sichere Passage der Schiffe und das Aufbinden der Flösse verantwortlich. Die Schiffe wurden oberhalb der Stromschnelle entladen und leer den Fluss hinuntergeschickt, während die Waren auf diesem kurzen Weg mit Karren befördert wurden.
Im Jahr 1232 teilten sich die Habsburger in zwei Linien auf. Die Grafen von Habsburg-Laufenburg (die jüngere Linie) residierten in der Burg. Sie verloren jedoch im 14. Jahrhundert markant an Einfluss und mussten 1386 sämtliche Besitzungen an die ältere Linie verkaufen. Dadurch wurde Laufenburg zu einer der vier vorderösterreichischen Waldstädte und zum Hauptort der Herrschaft Laufenburg. Unter den Gewerbezweigen nahm die Verarbeitung von Eisenerz aus den Juratälern und aus dem Schwarzwald eine wichtige Stellung ein. Das benötigte Wasser wurde mit einem weit verzweigten Leitungssystem aus dem Schwarzwald hierhin geleitet.

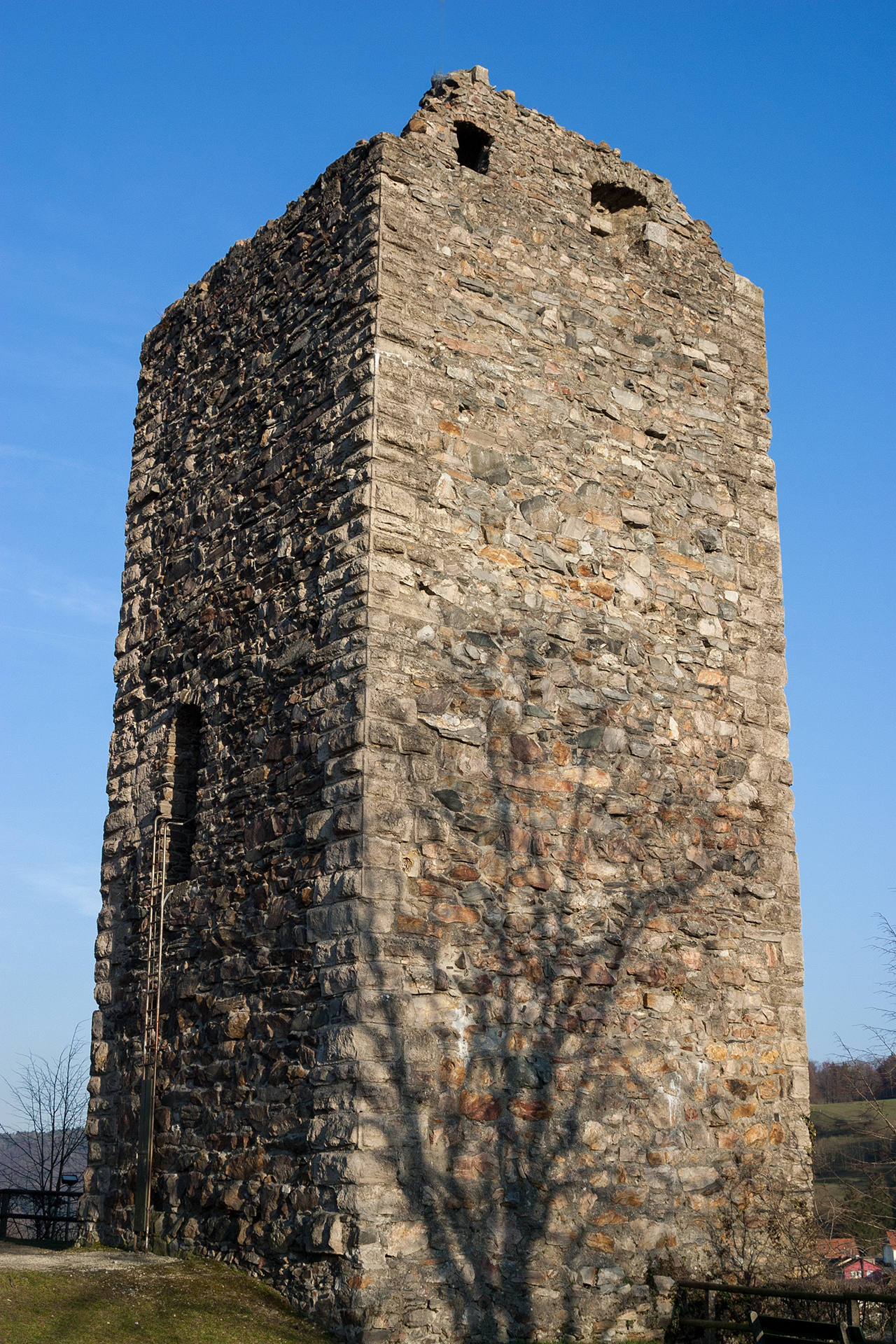
Turm der Ruine Laufenburg

Während des Alten Zürichkriegs belagerten Bern, Basel und Solothurn die Stadt erfolglos. Nach dem Waldshuterkrieg von 1468 verpfändeten die Habsburger das gesamte Fricktal an Burgund. Als die Burgunder von den Eidgenossen während der Burgunderkriege vernichtend geschlagen worden waren, kam Laufenburg 1477 wieder unter österreichische Herrschaft. 1479 zerstörte ein Grossbrand mehr als 130 Häuser. Ab dem 15. Jahrhundert war die Stadt Verwaltungssitz (aber nicht Bestandteil) der Kameralherrschaft Laufenburg. Im 17. Jahrhundert gab es kaum längere Friedenszeiten. Der Rappenkrieg, ein Bauernaufstand, dauerte von 1612 bis 1614. Der Dreissigjährige Krieg, der zwischen 1633 und 1638 auch das Fricktal erfasste, warf das Städtchen in seiner wirtschaftlichen Entwicklung zurück. Auch während des Pfälzischen Erbfolgekriegs (1688–1697) zogen fremde Truppen durch die Region (Schlacht bei Rheinfelden).
1797 wurde das Fricktal nach dem Frieden von Campo Formio ein französisches Protektorat. Während des Zweiten Koalitionskriegs verlief hier die Frontlinie zwischen den Armeen Frankreichs und Österreichs, die Brücke über den Rhein wurde zerstört. Der am 9. Februar 1801 unterzeichnete Friede von Lunéville teilte Laufenburg in zwei Hälften. Der von der Einwohnerzahl her kleinere rechtsrheinische Teil gelangte zum Grossherzogtum Baden, umfasste aber etwa zwei Drittel des Gemeindebanns. Am 20. Februar 1802 wurde der linksrheinische Teil Laufenburgs Hauptort des gleichnamigen Distrikts im Kanton Fricktal, der sich im August der Helvetischen Republik anschloss; damit war dieser Teil Laufenburgs schweizerisch geworden.

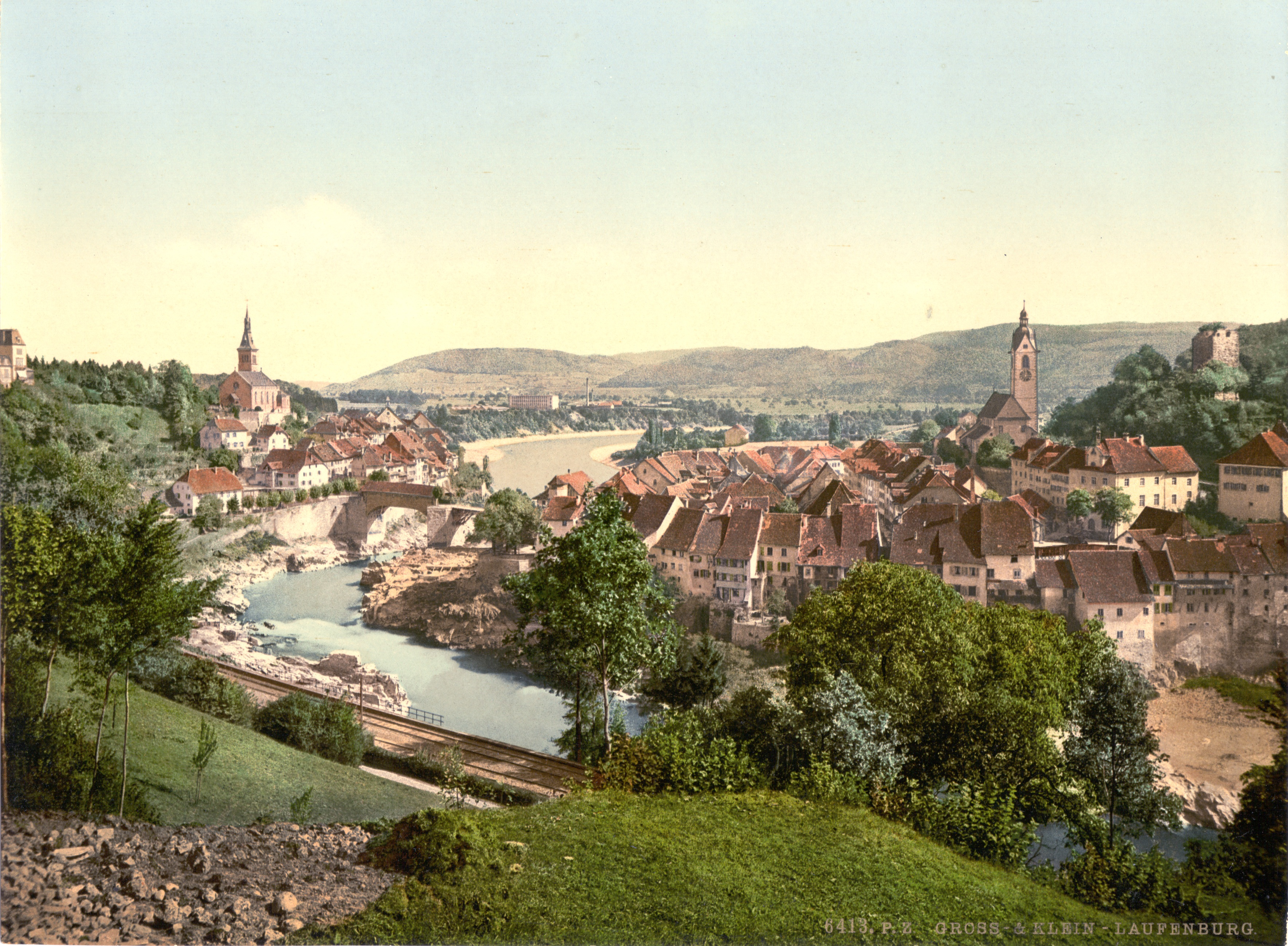
Laufenburg 1896, Photochromdruck (gut erkennbar die Schlucht und die Laufen-Stromschnelle)

Nach der Absetzung des Statthalters Sebastian Fahrländer Ende September 1801 wurde der Sitz der Kantonsregierung nach Rheinfelden verlegt. Mit der Mediationsakte löste Napoleon Bonaparte den Kanton Fricktal auf. Seit dem 19. März 1803 ist Laufenburg Hauptort des gleichnamigen Bezirks im Kanton Aargau. 1810 wurde das im Jahr 1654 gegründete Kapuzinerkloster aufgehoben. Das Städtchen konnte die aufgezwungene Teilung wirtschaftlich kaum verkraften, da der Rhein seine Rolle als Verkehrsweg zunehmend einbüsste. Zwar hatte der badische Teil bereits 1856 einen Anschluss ans Eisenbahnnetz erhalten, doch erst am 1. August 1892 wurde auch auf der Aargauer Seite eine Eisenbahnlinie eröffnet.
Ab 1908 setzte der wirtschaftliche Aufschwung ein, als ein grosses Wasserkraftwerk gebaut wurde, das Kraftwerk Laufenburg. Während der Bauzeit verdoppelte sich die Bevölkerungszahl kurzfristig. Durch das Aufstauen des Rheins um zehn Meter verschwand die charakteristische Stromschnelle. Das Wasserkraftwerk war bei seiner Eröffnung im Jahr 1914 europaweit die grösste Anlage ihrer Art. In der Folge siedelten sich zahlreiche Industriebetriebe an. Mit dem 1957 eröffneten Umspannwerk der Elektrizitätsgesellschaft Laufenburg entwickelte sich die Gemeinde zur Drehscheibe im europäischen Stromverbundnetz.

Historisches Luftbild, tiefgeflogen von Werner Friedli von 1958

Am 1. Januar 2010 fusionierte die Gemeinde Sulz mit Laufenburg. Der entsprechende Beschluss der Gemeindeversammlung wurde am 30. November 2008 an der Urne bestätigt, wenn auch die Entscheidung mit 53 % Ja-Stimmen eher knapp ausfiel.

## Sehenswürdigkeiten

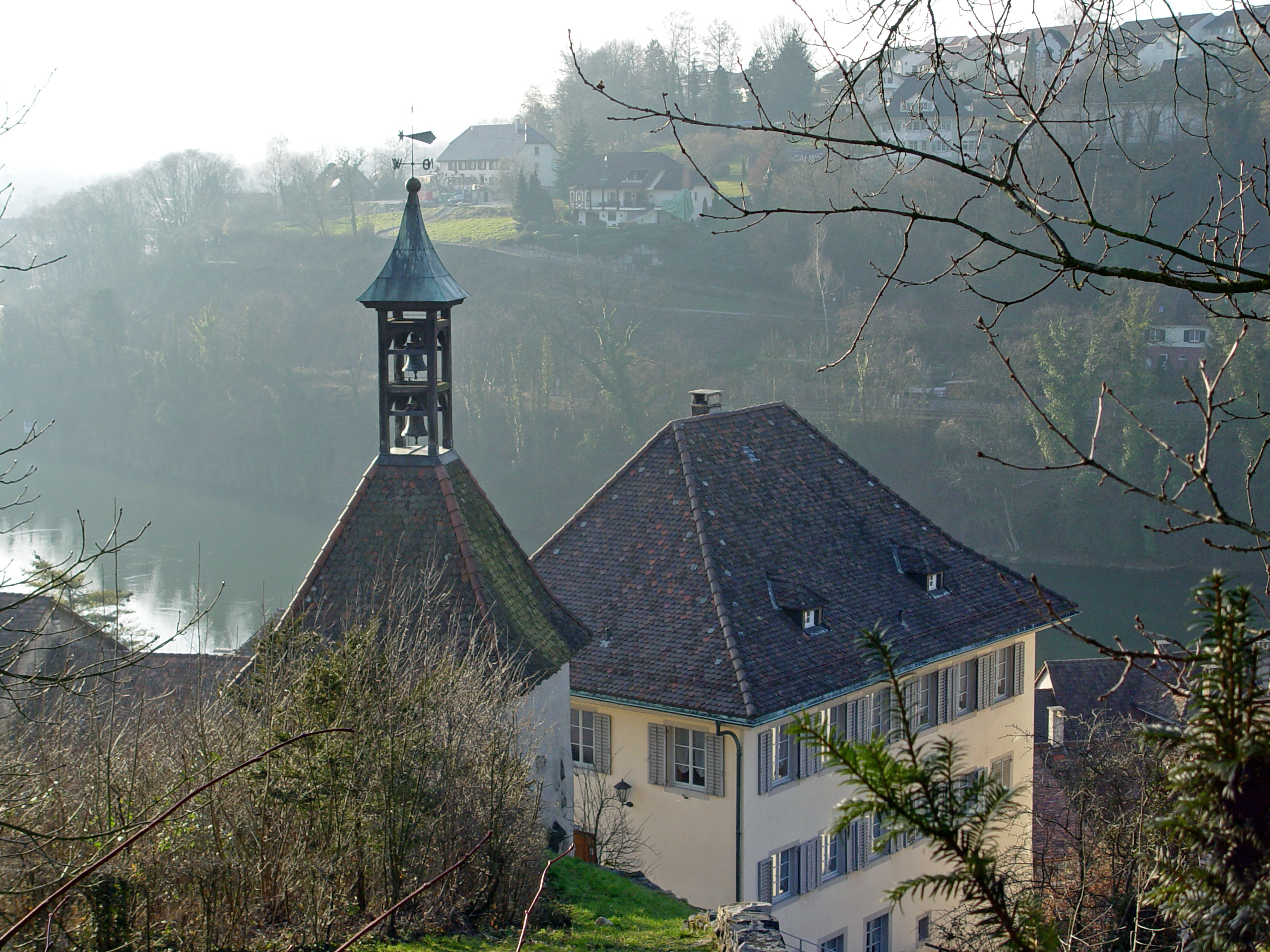
Turm mit Totenglocke

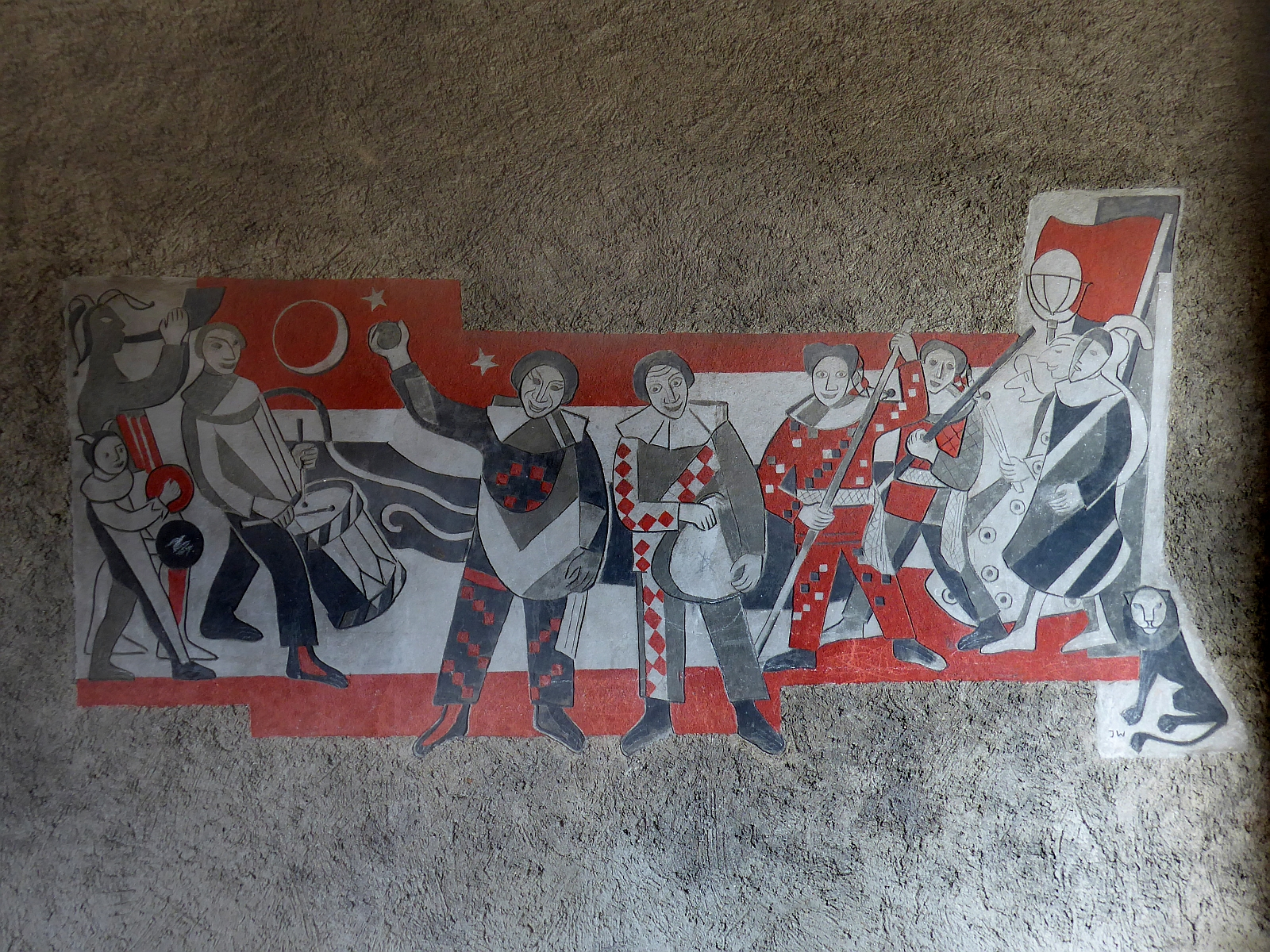
Wandfresko im Laufenburger Stadttor

- Die auf der Nordseite des Schlossbergs gelegene Altstadt mit Stadtmauer und Türmen ist terrassenförmig angelegt.
- Zuoberst auf dem Hügel stehen die Überreste der Burg Laufenburg. Der einstige Stammsitz der Grafen von Habsburg-Laufenburg zerfiel nach dem Dreissigjährigen Krieg zu einer Ruine, die ab 1803 bis auf den Bergfried abgetragen wurde.
- Unterhalb der Burgruine stehen die 1479 erbaute Stadtkirche und das Pfarrhaus.
- Eine Stufe darunter befinden sich das Rathaus, das Gerichtsgebäude und die Herrenhäuser. Den Abschluss bilden die Häuserzeilen am Flussufer. Im Südwesten schliesst sich am Hang hinauf zur Talebene die später errichtete Vorstadt «Wasen» an.
- Über den Rhein führt eine Brücke zum wesentlich kleineren Teil der Altstadt auf der deutschen Seite.
- Kirche und Kapellen im Sulztal[10]

1985 erhielt Laufenburg wegen der guten Erhaltung der Altstadtarchitektur den Wakkerpreis.
Das Museum Sprachpanorama ist das einzige Schweizer Museum, das gezielt Themen der Sprache(n) ausstellt.
Das Museum Schiff in Laufenburg

## Wappen
Die Blasonierung des Gemeindewappens lautet: «In Gelb steigender roter Löwe.» Das erste bekannte Siegel der Stadt stammt aus dem Jahr 1461 und zeigt einen aufrechten Löwen, das Symbol der Habsburger. Seit mindestens 1532 wird der Löwe in der heute verwendeten Form dargestellt.
Die Schwesterstadt Laufenburg (Baden) auf der jenseitigen Rheinseite hat ein identisches Wappen.

## Bevölkerung
Die Einwohnerzahlen entwickelten sich wie folgt:
| Jahr      | 1803 | 1850 | 1900 | 1930 | 1950 | 1960 | 1970 | 1980 | 1990 | 2000 | 2010 | 2020 |
| Einwohner | 803  | 699  | 1136 | 1476 | 1603 | 1850 | 2128 | 1865 | 2002 | 2096 | 3207 | 3659 |

Am 31. Dezember 2023 lebten 3800 Menschen in Laufenburg, der Ausländeranteil betrug 35,1 %. Bei der Volkszählung 2015 bezeichneten sich 53,3 % als römisch-katholisch und 12,8 % als reformiert; 33,9 % waren konfessionslos oder gehörten anderen Glaubensrichtungen an. 83,0 % gaben bei der Volkszählung 2000 Deutsch als ihre Hauptsprache an, 6,8 % Italienisch, 3,3 % Albanisch, 1,1 % Türkisch, 0,9 % Französisch, je 0,8 % Serbokroatisch und Portugiesisch sowie 0,7 % Spanisch.

## Politik und Recht
Die Versammlung der Stimmberechtigten, die Gemeindeversammlung, übt die Legislativgewalt aus. Ausführende Behörde ist der fünfköpfige Gemeinderat. Er wird im Majorzverfahren vom Volk gewählt, seine Amtsdauer beträgt vier Jahre. Der Gemeinderat führt und repräsentiert die Gemeinde. Dazu vollzieht er die Beschlüsse der Gemeindeversammlung und die Aufgaben, die ihm vom Kanton zugeteilt wurden. Für Rechtsstreitigkeiten ist in erster Instanz das Bezirksgericht Laufenburg zuständig. Laufenburg gehört zum Friedensrichterkreis X (Mettau).

## Wirtschaft
In Laufenburg gibt es gemäss der im Jahr 2015 erhobenen Statistik der Unternehmensstruktur (STATENT) über 2800 Arbeitsplätze, davon 4 % in der Landwirtschaft, 46 % in der Industrie und 50 % im Dienstleistungssektor. Die Gemeinde ist somit das wirtschaftliche Zentrum des nordöstlichen Fricktals.
Im internationalen Stromverbund spielt die Gemeinde eine bedeutende Rolle, im Jahr 1958 wurden in Laufenburg die Stromnetze auf der 220-Kilovolt-Spannungsebene aus Deutschland, Frankreich und der Schweiz erstmals zusammengeschaltet und synchronisiert. Auf dem Gebiet der Nachbargemeinde Kaisten betreibt Swissgrid ein Umspannwerk, in dem nicht weniger als zehn Hochspannungsleitungen zusammentreffen («Stern von Laufenburg»). Der Hauptsitz von Swissgrid wurde 2017 von Laufenburg nach Aarau verlegt. Im alten Hauptsitz von Swissgrid und einem Neubau soll bis 2028 ein Technologiezentrum und die weltgrösste Redox-Flow-Batterie der Welt entstehen.
Ebenfalls ihren Sitz in Laufenburg haben die Energiedienst Holding und das Bauunternehmen Erne Holding. Im Ortsteil Sulz hat der Weinbau eine grosse Bedeutung.

## Verkehr

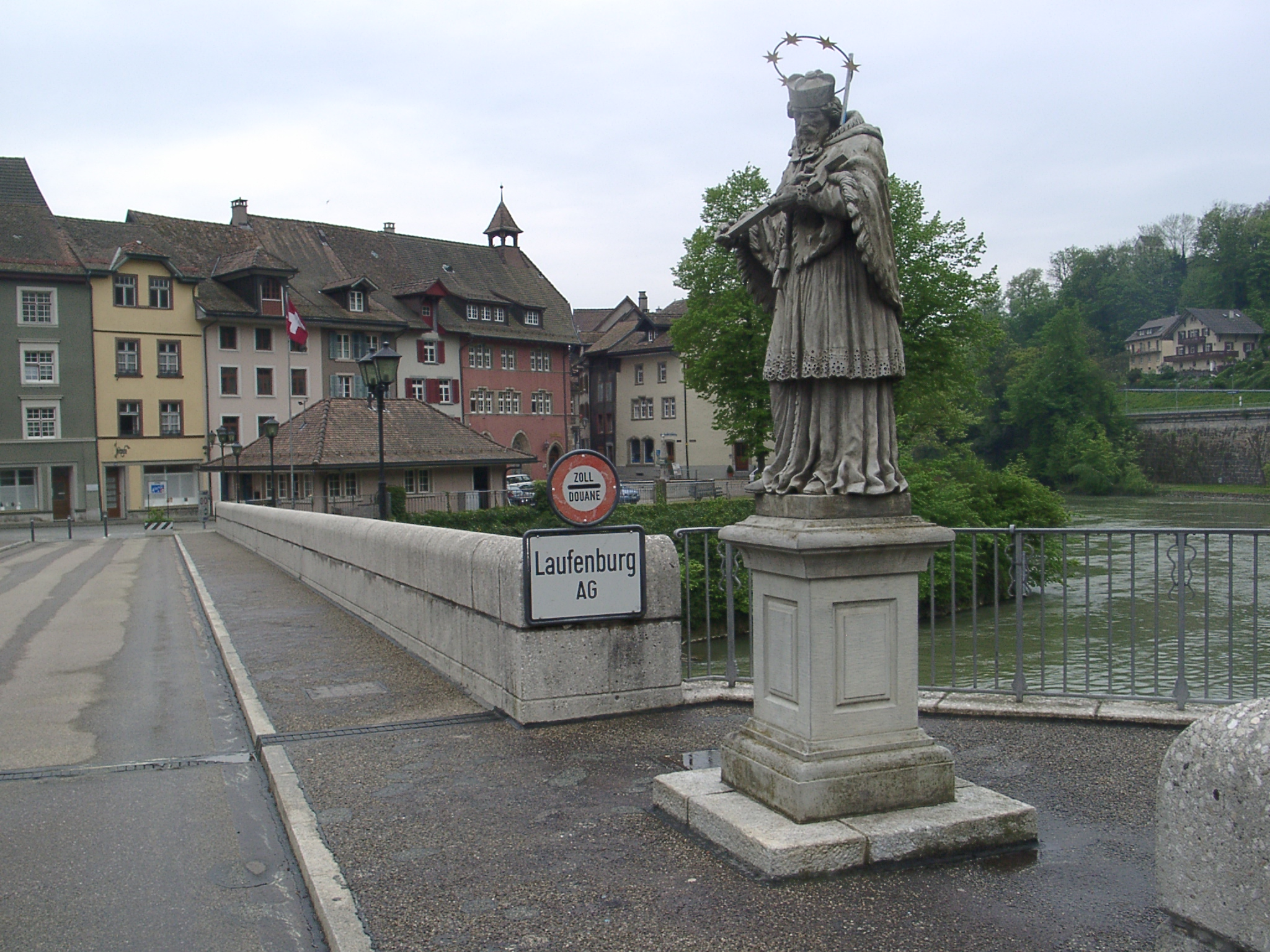
Laufenbrücke mit Statue des Heiligen Johannes Nepomuk

Durch die Gemeinde verläuft die Hauptstrasse 7 zwischen Basel und Winterthur. Die Kantonsstrasse 462 führt nach Frick. Rund sieben beziehungsweise acht Kilometer entfernt sind die Anschlüsse Eiken und Frick der Autobahn A3. Der Bahnhof Laufenburg ist neben Frick eine der Endstationen der Linie S1 der S-Bahn Basel zum Bahnhof Basel SBB. Der östlich anschliessende Abschnitt der Bahnstrecke Koblenz–Stein-Säckingen ist seit dem 28. Mai 1994 für den Personenverkehr geschlossen. Postautolinien führen nach Aarau, Brugg, Döttingen, Ittenthal, Stein-Säckingen und Sulz. An Wochenenden verkehrt ein Nachtbus von Frick über Laufenburg nach Eiken.
Die Laufenbrücke verbindet die auf beiden Seiten der Grenze gelegenen Teile der Altstadt. Rund ein Kilometer östlich davon befindet sich die im Dezember 2004 eröffnete Hochrheinbrücke, die zur Entlastung der Altstadt vom Durchgangsverkehr gebaut wurde. Bei ihrem Bau entstand durch die Verwendung verschiedener Pegel eine Differenz von 27 Zentimetern, die wegen einer falsch durchgeführten Korrektur schliesslich 54 Zentimeter betrug. Der kuriose Vorfall sorgte im Jahr 2003 international für viel Gespött.

## Bildung
Die Gemeinde verfügt über vier Kindergärten und zwei Schulhäuser, in denen die Primarschule unterrichtet wird (davon je ein Kindergarten und ein Schulhaus in Sulz). Die Realschule, die Sekundarschule und die Bezirksschule sind im Laufenburger Schulzentrum Blauen untergebracht. Die nächstgelegenen Gymnasien befinden sich in Aarau (Alte Kantonsschule und Neue Kantonsschule); aufgrund einer interkantonalen Vereinbarung können Jugendliche aus Teilen des Fricktals das Gymnasium auch in Muttenz (Kanton Basel-Landschaft) oder in Basel absolvieren.

## Grenzüberschreitende Feste

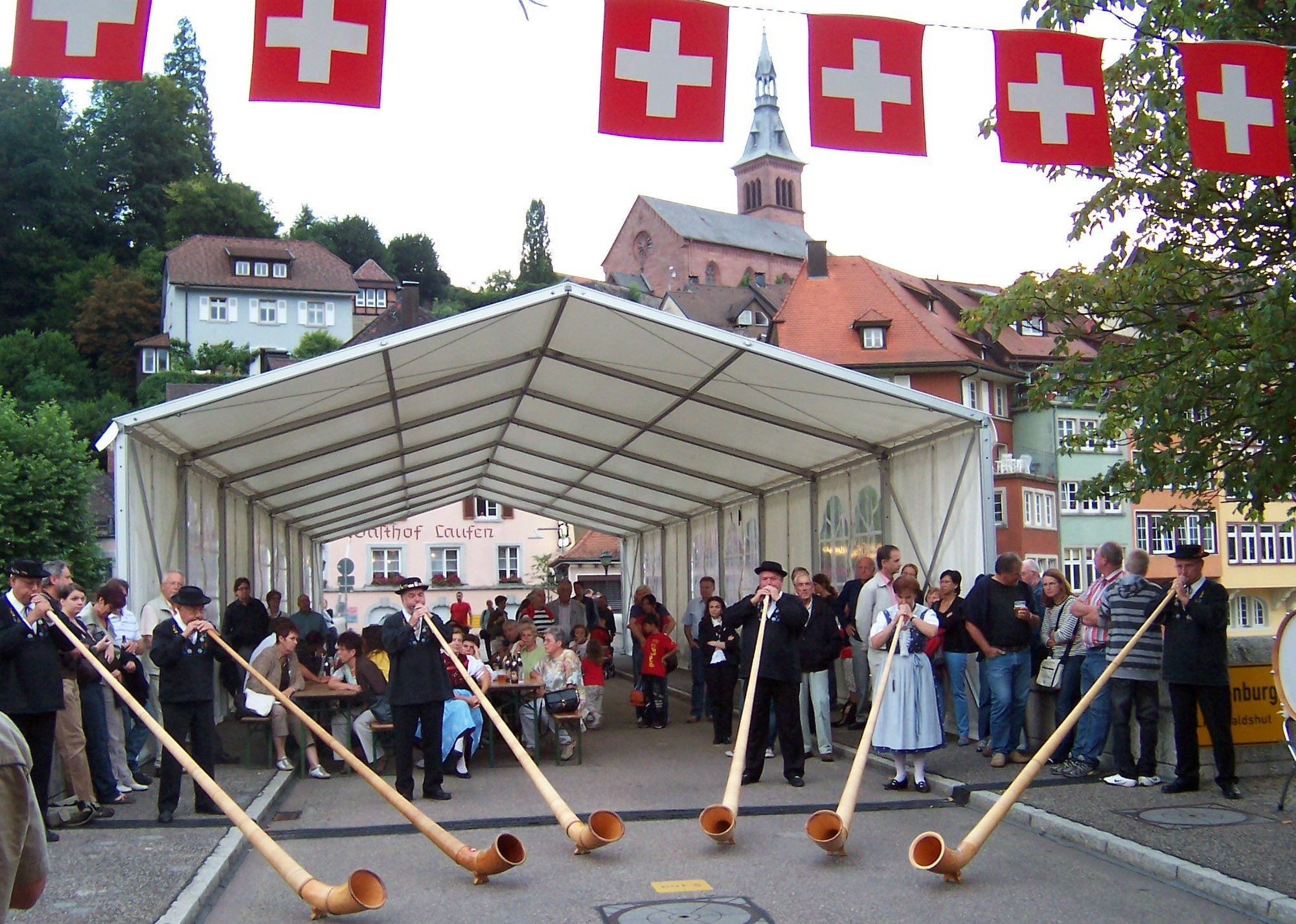
«Alphorngruppe Magden»/ Schweiz

Der Schweizer Nationalfeiertag, der 1. August, wird in der geteilten Stadt Laufenburg seit vielen Jahren an der Grenze zwischen der Schweiz und Deutschland gefeiert. An der Alten Rheinbrücke, welche die beiden Stadtteile verbindet, treten die Musik- und Tanzgruppen aus beiden Ländern um die Grenzlinie auf. Tausende von Besuchern zieht jährlich die grenzüberschreitende «Städtlefasnacht» an. Sie ist seit dem 14. Jahrhundert überliefert und wird von je vier Fasnachtsorganisationen der beiden Laufenburg organisiert.

## Sport
Im Volleyball war die Stadt mit dem Verein Volley Smash05 Laufenburg-Kaisten in den Jahren 2007 bis 2018 in der Nationalliga B der Herren vertreten. Der lokale Fussballverein ist der FC Laufenburg-Kaisten in der 4. Liga. Darüber hinaus gibt es noch einen Handballverein, den SC Laufenburg.

## Persönlichkeiten

### Ehrenbürger
- Johann Rudolf Dolder  (1753–1807), Schweizer Politiker
- Alfred Kuratle (1924–2005), Unternehmer und Schweizer Politiker
- Charles Probst (1931–2024), Neurochirurg, Universitätsprofessor und Autor
- Erwin Rehmann (1921–2020), Bildhauer
- Hermann Suter sen. (1847–1920), Lehrer
- Hermann Suter jun. (1870–1926), Schweizer Komponist und Chordirigent

### Söhne und Töchter der Stadt
Hier sind Personen aufgeführt, die in Laufenburg geboren sind:
- Maurus Boxler († 1681), Benediktiner-Abt
- Joseph Maria Brentano (1778–1851), Regierungsrat und Offizier
- Karl Friedrich Brentano (1822–1894), Regierungsrat
- Nicole Dinkel (* 1985), Handballnationalspielerin
- Franz Joseph Venerand Friderich (1771–1847), Regierungsrat
- Andreas Knecht (* 1962), Schriftsteller
- Anton Krättli (1922–2010), Literatur- und Theaterkritiker, Journalist und Redakteur
- Walo Koch (1896–1956), Botaniker
- Walther Leber (1906–1996), Politiker
- Christoph Rehmann-Sutter (* 1959), Bioethiker
- Maximilian Reimann (* 1942), Schweizer Politiker
- Victor Rickenbach (1928–2007), Stadtammann von Baden AG und Regierungsrat
- Roland Schäfer (* 1958), deutscher Diplomat
- Karl Ferdinand Schimpf (1806–1868), National- und Regierungsrat
- Franz Xaver Wagner (1805–1879), Politiker und Dichter
- Sven Wassmer (* 1986), Koch

### Weitere Persönlichkeiten
Hier sind weitere Persönlichkeiten erfasst, die in Laufenburg Heimatrecht beziehungsweise Wohnsitz hatten/haben, deren Wirken in anderer Weise eng mit der Stadt Laufenburg verbunden ist oder hier verstorben sind:
- Blasius Balteschwiler (1752–1832), Baumeister
- Traugott Fricker (1902–1981), Lehrer, Heimatforscher und Bühnenautor
- Wilhelm Friedrich Gmelin (1760–1820), Kupferstecher
- Christian Haller (* 1943), Schriftsteller
- Louis Achille Saugy (1863–1931), Maler und Zeichner